# Камил, Хайме
Хайме Камил (англ. Jaime Camil, род. 22 июля 1973) — мексиканский актёр и певец.

## Биография
Камил родился и вырос в Мехико и окончил университет Анауак. В 1993 году он начал свою карьеру как радиоведущий, а два года спустя получил собственное телешоу, после чего продолжил работать на телевидении. В 1999 году он выпустил свой музыкальный альбом «To Be With You».
Камил добился наибольшего успеха благодаря ролям протагонистов в испаноязычных теленовеллах производства Televisa. Он снялся в «Моя судьба — это ты» (2000), «Бесчувственная» (2004—2005), «Самая прекрасная дурнушка» (2006—2007), «Нет дур в раю» (2008), «Успешные сеньориты Перес» (2009—2010), «Для неё я Ева» (2012) и «Какие же богатые эти бедные» (2013—2014).
В 2014 году Камил начал сниматься в роли звезды теленовелл и отца главной героини в американском комедийном сериале The CW «Девственница Джейн». Роль принесла ему похвалу от критиков и номинацию на премию «Выбор телевизионных критиков» за лучшую мужскую роль второго плана в комедийном сериале.
В 2018 году озвучил персонажа из Чудеса на виражах Дона Карнажа в перезагрузке Утиные истории 2017.